# Diocesi di Teotihuacan
La diocesi di Teotihuacan (in latino Dioecesis Teotihuacana) è una sede della Chiesa cattolica in Messico suffraganea dell'arcidiocesi di Tlalnepantla. Nel 2022 contava 584.000 battezzati su 687.000 abitanti. È retta dal vescovo Francisco Escobar Galicia.

## Territorio
La diocesi comprende i seguenti comuni nella parte nord-orientale dello stato di Messico nell'omonima repubblica federale: Tecamac, Teotihuacan, Axapusco, Nopaltepec, Otumba, San Martín de las Pirámides e Temascalapa.
Sede vescovile è la città di Teotihuacan, dove si trova la cattedrale di San Giovanni Battista.
Il territorio si estende su 1.061 km² ed è suddiviso in 54 parrocchie.

## Storia
La diocesi è stata eretta il 3 dicembre 2008 con la bolla Mexicanorum fidelium di papa Benedetto XVI, ricavandone il territorio dalla diocesi di Texcoco.

## Cronotassi dei vescovi
Si omettono i periodi di sede vacante non superiori ai 2 anni o non storicamente accertati.
- Francisco Escobar Galicia, dal 3 dicembre 2008

## Statistiche
La diocesi nel 2022 su una popolazione di 687.000 persone contava 584.000 battezzati, corrispondenti all'85,0% del totale.
| anno | popolazione | popolazione | popolazione | presbiteri | presbiteri | presbiteri | presbiteri                | diaconi | religiosi | religiosi | parrocchie |
| anno | battezzati  | totale      | %           | numero     | secolari   | regolari   | battezzati per presbitero | diaconi | uomini    | donne     | parrocchie |
| ---- | ----------- | ----------- | ----------- | ---------- | ---------- | ---------- | ------------------------- | ------- | --------- | --------- | ---------- |
| 2008 | 779.000     | 866.282     | 89,9        | 53         | 53         | ?          | 14.698                    | ?       | ?         | 72        | 33         |
| 2010 | 779.000     | 866.282     | 89,9        | 55         | 53         | 2          | 14.163                    | 11      | 2         | 104       | 25         |
| 2014 | 807.000     | 897.000     | 90,0        | 61         | 61         |            | 13.229                    | 11      |           | 95        | 24         |
| 2017 | 833.000     | 926.000     | 90,0        | 62         | 61         | 1          | 13.435                    | 17      | 1         | 86        | 52         |
| 2020 | 574.000     | 675.360     | 85,0        | 63         | 58         | 5          | 9.111                     | 29      | 11        | 90        | 51         |
| 2022 | 584.000     | 687.000     | 85,0        | 69         | 65         | 4          | 8.463                     | 27      | 10        | 90        | 54         |